# Wereldkampioenschap rally in 1994
Het Wereldkampioenschap rally in 1994 was de tweeëntwintigste jaargang van het Wereldkampioenschap rally (internationaal het World Rally Championship), georganiseerd door de Fédération Internationale de l'Automobile (FIA).